# Gumby
Pour les articles homonymes, voir Gumby (homonymie).
 (juillet 2013).
Si vous disposez d'ouvrages ou d'articles de référence ou si vous connaissez des sites web de qualité traitant du thème abordé ici, merci de compléter l'article en donnant les références utiles à sa vérifiabilité et en les liant à la section « Notes et références ».

Figurine de Gumby

Gumby est un personnage de dessin animé créé en 1955 par Art Clokey.

## Histoire
Gumby a été créé par Art Clokey, élève de Slavko Vorkapich (en) à l'université de Californie du Sud. Gumby a été conçu dans les années 1950 dans la maison de Clokey et son épouse, Ruth (née Ruth Parkander), à Covina, peu après avoir fini son école de cinéma à l'université. 
Gumby est à l'origine en 1953 d'un court-métrage intitulé Gumbasia : montage animé et surréaliste de morceaux d'argile, mis en musique dans une parodie de Fantasia. Gumbasia a été créé dans un style enseigné par Vorkapich appelé « kinesthésique ». Décrit comme un « massage des cellules oculaires », cette technique de mouvements de caméra et le montage associé étaient en grande partie responsables du style Gumby. 
En 1955 Clokey montre Gumbasia au producteur de cinéma Sam Engel qui l'encourage à développer sa technique en ajoutant des personnages. Sur les trois épisodes pilotes de Gumby le premier a été fait par Clokey de son propre chef et les deux suivants ont été faits pour NBC. Ils ont été diffusés sur le Howdy Doody Show pour tester la réaction du public. Le deuxième pilote de quinze minutes, Gumby Goes to the Moon, a été initialement rejeté par la NBC. Le troisième épisode en août 1956, Robot Rumpus, toujours sur le Howdy Doody Show, a été un succès, et Gumby est devenu une série de la chaine NBC à partir de 1957.
Gumby a été inspiré par une suggestion de l'épouse de Clokey de s'inspirer du Gingerbread Man. Gumby était vert simplement parce que c'était la couleur favorite de Clokey. Ses jambes et ses pieds ont été faits pour des raisons pragmatiques : ils permettaient au personnage de rester debout lors du tournage en stop-motion. La forme inclinée de la tête de Gumby imitait les cheveux du père de Clokey.
Ce sont des femmes, parmi lesquelles Ginny Tyler et Nancy Wible, qui ont fourni les voix de Gumby pour les épisodes initiaux. De 1961 à 1963 Dallas McKennon était la voix de Gumby, et de 1966 à 1968 c'était Norma MacMillan, mère de l'actrice Alison Arngrim.

## Prix et récompenses
Adaptation en bande dessinée
- 2007 : Prix Eisner du meilleur titre jeune public

## Adaptation
Gumby a été adapté en jeu vidéo sous le titre Gumby vs. the Astrobots.